# زوسیا مامیت
زوسیا مامت (انگلیسی: Zosia Mamet؛ زادهٔ ۲ فوریهٔ ۱۹۸۸) یک هنرپیشه و خواننده آمریکایی است که در مجموعه‌های تلویزیونی مد من، ایالات متحده تارا و وظایف والدین حضور داشته است.او در فیلم تنها با هم بازی کرده است. 

## زندگی شخصی
مامیت در رندولف، ورمونت به دنیا آمد. او دختر نمایشنامه‌نویس، مقاله‌نویس، فیلمنامه‌نویس و کارگردان فیلم، دیوید مامیت و هنرپیشه، لیندسی کروس است. پدربزرگ مادری او نویسنده، راسل کراوس و پدر پدریزرگ مادری او آموزگار، جان ارسکین است. او یک خواهر با نام ویلا دارد که خواننده است. همچنین یک خواهر ناتنی با نام کلارا که او نیز هنرپیشه و کارگردان است و یک برادر ناتنی با نام نوآ دارد. او خود را یهودی می داند (پدر او یهودی و مادر او بودایی است). او تا ۵ سالگی در نیو انگلند زندگی می‌کرد و در ۵ سالگی به همراه مادر و ویلا به پسیفیک پلسیدس، کالیفرنیا مهاجرت کردند. پس از اتمام دبیرستان، مامیت تصمیم گرفت که به جای رفتن به دانشگاه، به دنبال بازیگری برود.
در حال حاضر او با هنرپیشه، اوان جانیکیت ازدواج کرده است.